# 203 kōchi
Pour plus de détails, voir Fiche technique et Distribution.
 203 kōchi (二百三高地), est un film de guerre japonais, réalisé par Toshio Masuda sorti en 1980. 

## Synopsis
Le film dépeint les violents combats qui se sont déroulés lors du siège de Port-Arthur pendant la guerre russo-japonaise de 1904-1905,.

## Fiche technique
- Titre original : 203 kōchi (二百三高地?)
- Réalisation : Toshio Masuda
- Scénario : Kazuo Kasahara (ja)
- Photographie : Masahiko Iimura
- Montage : Kiyoaki Saitō (ja)
- Décors : Hiroshi Kitagawa
- Éclairages : Shigeru Umetani
- Son : Hiroyoshi Munekata
- Musique : Naozumi Yamamoto
- Société de production : Tōei
- Pays d'origine :  Japon
- Langues originales : japonais - russe
- Genre : film de guerre - drame
- Format : couleur - 2,35:1
- Durée : 185 minutes[3]
- Date de sortie :
  - Japon : 2 août 1980[3]

## Distribution
- Tatsuya Nakadai : Nogi Maresuke
- Tetsurō Tanba : Kodama Gentarō
- Teruhiko Aoi : Koga Takeshi
- Kenji Niinuma (ja) : Kinoshita
- Toshiyuki Nagashima : Nogi Yasusuke
- Makoto Satō : Ushiwaka Toratarō
- Isao Tamagawa (ja) : Matsumura Kanetomo
- Hiroshi Nawa (ja) : Nakamura Satoru
- Yōko Nogiwa : Nogi Sizuko
- Masako Natsume (ja) : Matsuo Sachi
- Shigeru Kōyama : Yamagata Aritomo
- Shigeru Amachi : Kaneko Kentarō
- Nobuo Kawai (ja) : Komura Jutarō
- Yoshio Inaba : Ijichi Kōsuke
- Kastutoshi Arata : Ainoda
- Kunio Murai (ja) : Oki Teisuke
- Akihiko Hirata : Nagaoka Gaishi
- Gō Wakabayashi (ja) : Kamiizumi Tokuya
- Hisaya Morishige : Itō Hirobumi
- Toshirō Mifune : l'empereur Meiji

## Distinctions

### Récompenses
- 1980 : Prix du meilleur film au Festival du film Asie-Pacifique
- 1981 : prix du meilleur acteur dans un second rôle pour Tetsurō Tanba, de la meilleure photographie pour Masahiko Iimura et des meilleurs éclairages pour Shigeru Umetani aux Japan Academy Prize[4]
- 1981 : prix Blue Ribbon du meilleur acteur pour Tatsuya Nakadai et du meilleur acteur dans un second rôle pour Tetsurō Tanba[5]
- 1981 : prix Kinema Junpō du meilleur film (choix des lecteurs)[6]

### Nominations
- Japan Academy Prize 1981 : prix du meilleur film et du meilleur réalisateur pour Toshio Masuda, de la meilleure actrice dans un second rôle pour Masako Natsume (ja), du meilleur scénario pour Kazuo Kasahara (ja), des meilleurs décors pour Hiroshi Kitagawa, de la meilleure musique pour Naozumi Yamamoto et du meilleur son pour Hiroyoshi Munekata[4]